# Yelicones plaumanni
Yelicones plaumanni är en stekelart som beskrevs av Areekul och Donald L.J. Quicke 2006. Yelicones plaumanni ingår i släktet Yelicones och familjen bracksteklar. Inga underarter finns listade i Catalogue of Life.